# Antesac
Authezat és un municipi francès situat al departament del Puèi Domat i a la regió d'Alvèrnia-Roine-Alps. L'any 2007 tenia 628 habitants.

## Demografia

### Població
El 2007 la població de fet d'Authezat era de 628 persones. Hi havia 239 famílies de les quals 48 eren unipersonals (13 homes vivint sols i 35 dones vivint soles), 65 parelles sense fills, 96 parelles amb fills i 30 famílies monoparentals amb fills.
La població ha evolucionat segons el següent gràfic:
Habitants censats

### Habitatges
El 2007 hi havia 278 habitatges, 244 eren l'habitatge principal de la família, 15 eren segones residències i 18 estaven desocupats. 271 eren cases i 8 eren apartaments. Dels 244 habitatges principals, 210 estaven ocupats pels seus propietaris, 30 estaven llogats i ocupats pels llogaters i 4 estaven cedits a títol gratuït; 4 tenien dues cambres, 42 en tenien tres, 63 en tenien quatre i 135 en tenien cinc o més. 185 habitatges disposaven pel capbaix d'una plaça de pàrquing. A 73 habitatges hi havia un automòbil i a 148 n'hi havia dos o més.

### Piràmide de població
La piràmide de població per edats i sexe el 2009 era:
| Homes | Edats   | Dones |
| ----- | ------- | ----- |
| 0     | 95 o +  | 0     |
| 0     | 90 a 94 | 0     |
| 0     | 85 a 89 | 0     |
| 4     | 80 a 84 | 0     |
| 4     | 75 a 79 | 16    |
| 12    | 70 a 74 | 16    |
| 8     | 65 a 69 | 8     |
| 12    | 60 a 64 | 20    |
| 0     | 55 a 59 | 4     |
| 20    | 50 a 54 | 12    |
| 36    | 45 a 49 | 12    |
| 24    | 40 a 44 | 28    |
| 32    | 35 a 39 | 32    |
| 8     | 30 a 34 | 12    |
| 12    | 25 a 29 | 8     |
| 16    | 20 a 24 | 8     |
| 20    | 15 a 19 | 12    |
| 20    | 10 a 14 | 32    |
| 8     | 5 a 9   | 16    |
| 16    | 0 a 4   | 4     |

## Economia
El 2007 la població en edat de treballar era de 427 persones, 322 eren actives i 105 eren inactives. De les 322 persones actives 309 estaven ocupades (166 homes i 143 dones) i 12 estaven aturades (3 homes i 9 dones). De les 105 persones inactives 35 estaven jubilades, 43 estaven estudiant i 27 estaven classificades com a «altres inactius».

### Ingressos
El 2009 a Authezat hi havia 256 unitats fiscals que integraven 650,5 persones, la mediana anual d'ingressos fiscals per persona era de 20.448 €.

### Activitats econòmiques
Dels 16 establiments que hi havia el 2007, 1 era d'una empresa alimentària, 5 d'empreses de construcció, 4 d'empreses de comerç i reparació d'automòbils, 1 d'una empresa de transport, 1 d'una empresa d'informació i comunicació, 3 d'empreses de serveis i 1 d'una entitat de l'administració pública.
Dels 4 establiments de servei als particulars que hi havia el 2009, 1 era un guixaire pintor, 2 fusteries i 1 lampisteria.
Dels 2 establiments comercials que hi havia el 2009, 1 era una fleca i 1 una botiga de mobles.
L'any 2000 a Authezat hi havia 16 explotacions agrícoles que ocupaven un total de 909 hectàrees.

## Equipaments sanitaris i escolars
El 2009 hi havia una escola elemental integrada dins d'un grup escolar amb les comunes properes formant una escola dispersa.

## Poblacions més properes
El següent diagrama mostra les poblacions més properes.